# 李剑晨
李剑晨（1900年2月25日—2002年2月20日），別名李汝骅，河南内黄人，美术家、美术教育家。被称为“中国水彩画的开山大师”、“中国水彩画之父”。

## 简历
- 1926年毕业于北平国立艺术专科学校西画系。先后在河南任教于河南省立第一师范学校、河南省立女子师范学校、河南省立第五师范学校。
- 1937年留学英国伦敦大学。
- 1938年赴法国研习绘画与雕塑。
- 1939年回国，任重庆国立艺术专科学校（1950年改为中央美术学院）西画教授兼系主任及教务长。
- 1941年任國立中央大學建筑系（现东南大学建筑学院）教授。
- 1952年南京高校院系调整后，任南京工学院建筑系教授；1988年南京工学院改名东南大学后，仍任东南大学建筑系教授。
- 2002年，在南京逝世。

## 荣誉
- 国家级美术最高奖——金彩奖
- 全球杰出人士暨中华文学艺术家金龙奖——艺术大师奖

## 头衔
- 江苏省美术家协会副主席
- 江苏省水彩画研究会会长
- 中国水彩画协会名誉会长
- 国际水彩画协会理事
- 国际水彩画联盟亚洲画会主席
- 澳洲美术家协会名誉主席

## 纪念
2004年12月，南京清凉山公园建成“李剑晨艺术馆”。
2007年2月，河南省博物院设立“李剑晨艺术馆”。